# Мусто, Марчелло
Марчелло Мусто (итал. Marcello Musto; 14 апреля 1976) — ассоциированный профессор (доцент) политической теории в Йоркском университете (Канада). Его работа направлена на изучение взглядов Карла Маркса, их актуальности и марксизма. Исследовательские интересы также включают историю социалистической мысли, теории отчуждения и экономических кризисов. Его книги, статьи и главы в коллективных томах (более 100) были опубликованы на 16 языках.

## Важнейшие работы
- Marx for Today
- Workers Unite! The International 150 years later
- Karl Marx’s Grundrisse : Foundations of the Critique of Political Economy 150 years later